# A magyar film napja
A magyar film napját 2018-tól ünneplik meg április 30-án, annak emlékére, hogy 1901-ben ezen a napon mutatták be az első magyar filmet, a Zsitkovszky Béla rendezésében készült A táncz című alkotást.
Ebből az alkalomból filmszínházak, forgalmazók, művelődési házak, könyvtárak, iskolák, valamint más kulturális és oktatási intézmények minden évben vetítésekkel, találkozókkal, szakmai beszélgetésekkel, játékos vetélkedőkkel tisztelegnek a magyar film nagy korszakai, valamint azon kiemelkedő tehetségű filmalkotók előtt, akik hazai vagy külföldi pályájuk során világhírűvé tették a magyar filmet. Az ünnepi rendezvények célja, országszerte sikerrel megszólítani és bevonni a filmkedvelő közönséget, számukra ismét vonzóvá tenni a hazai filmalkotásokat.

## Története
A magyar film napja a Magyar Nemzeti Filmalap (Magyar Nemzeti Filmarchívum) kezdeményezésére jött létre, mely szervezet hét másik intézménnyel együtt (NMI Művelődési Intézet Nonprofit Közhasznú Kft., Mozisok Országos Szövetsége, Art Mozi Egyesület, Magyar Filmakadémia, Magyar Művészeti Akadémia, Uránia Nemzeti Filmszínház, Diák-és Ifjúsági Újságírók Országos Egyesülete) 2018. április 5-én felhívást intézett a kulturális és oktatási intézményekhez, hogy programokkal csatlakozzanak a ünnepi rendezvényekhez. A rendezvény napjának április 30-át, az első magyar némafilm, A táncz 1901. április 30-án, az Uránia Magyar Tudományos Színházban történt bemutatójának évfordulóját javasolták.
Az ünnepre a Filmarchívum a magyar filmtörténetet átölelő, felújított és digitalizált filmekkel bővülő listát tett közzé, amelyből a csatlakozó partnerek kedvezményes feltételekkel választhatják ki a vetíteni kívánt alkotásokat.
2021-ben a HVG Online a 120. évforduló apropóján, a magyar film napjára időzítve közölte „a valaha készült legfontosabb magyar filmek 30-as listáját” (HVG TOP30).